# Pepe Deluxé
Pepe Deluxé — это финская электронная группа, образованная друзьями DJ Slow (Веллу Маурола) и JA-Jazz (Томи Пааянено) в 1996 году в Хельсинки. Позже к ним присоединился Джеймс Спектрум (англ. James Spectrum, Яри Сало).
Группа экспериментировала с такими жанрами как хип-хоп, биг-бит, брейк-бит и даунтемпо. В 2001 году Веллу покинул группу, сконцентрировавшись на сольной музыкальной карьере как DJ Slow.

## Дискография

### Альбомы
- Super Sound (Catskills Records/Emperor Norton, 1999)
- Beatitude (Catskills Records/Emperor Norton, 2003)
- Spare Time Machine (Catskills Records, 2007)
- Queen of the Wave (Catskills Records/Asthmatic Kitty, 2012)

### Ремиксы
- Tom Jones & the Cardigans — «Burning Down the House (Pepe Deluxé Mix)» (1999)
- Jacknife Lee — «Bursting off the Backbeat (Pepe Deluxé Mix)» (1999)
- Bad Meets Evil — «Nuttin' to Do (Pepe Deluxé Dub)» (2001)
- Oiling Boiling — «Cyclops Dance (Pepe Deluxé Remix)» (2001)
- Giant Robot – Helsinki Rock City (Interstellar Overdrive Mix)  Remix – Pepe Deluxé (2002)
- Black Grass — «Going Home (Pepe Deluxé Remix)» (2004)
- Don Johnson Big Band — «Busy Relaxin' (Pepe Deluxé Refix)» (2006)